# Байрън Блек
Байрън Блек (на английски: Byron Black) е зимбабвийски тенисист.

## Биография
Роден е в Солсбъри, Родезия (днес Зимбабве) на 6 котомври 1969 г. Син е на Доналд Блек и Велия Блек и брат на Уейн Блек и Кара, които също са професионални тенисисти. Женен е за Фиона Блек, има деца. Посещава Южнокалифорнийски университет и е обявен за All-American от Intercollegiate Tennis Association.

## Кариера
Байрън Блек е четвъртфиналист през 1995 г. на Откритото първенство на САЩ, а през 2000 г. стига до четвъртфинал и на Уимбълдън. Най-високото му класиране на сингъл в кариерата е номер 22 в света, което постига през юни 1996 г.
Блек става световен номер 1 на двойки през февруари 1994 г. Той печели Откритото първенство на Франция през 1994 г. с партньор Джонатан Старк. Финалист е на двойки и на Открито първенство по тенис на Австралия през 1994 и 2001 г. и Уимбълдън през 1996 г.
Блек е един от малкото професионални тенисисти, които играят форхенд с две ръце.
Байрън Блек формира ядрото на отбора на Зимбабве за Купа Дейвис с брат си Уейн.
ATP финали (2 титли; 10 финала)
|        | П–З | Година | Турнир                | Клас           | Настилка   | Опонент           | Резултат      |
| ------ | --- | ------ | --------------------- | -------------- | ---------- | ----------------- | ------------- |
| Загуба | 0–1 | 1996   | Аделаида Интернешънъл | Световни серии | Твърда     | Евгени Кафелников | 6–7, 6–3, 1–6 |
| Загуба | 0–2 | 1996   | Махаращра Оупън       | Световни серии | Твърда     | Томас Енквист     | 2–6, 6–7      |
| Победа | 1–2 | 1996   | Сеул Оупън            | Световни серии | Твърда     | Мартин Дам        | 7–6, 6–3      |
| Загуба | 1–3 | 1998   | Хонконг Оупън         | Световни серии | Твърда     | Кенет Карлсен     | 2–6, 0–6      |
| Загуба | 1–4 | 1998   | Япония Оупън          | Шампионски     | Твърда (з) | Андрей Павел      | 3–6, 4–6      |
| Загуба | 1–5 | 1998   | Нотингам Оупън        | Световни серии | Трева      | Йонас Бьоркман    | 3–6, 2–6      |
| Победа | 2–5 | 1999   | Ченай Оупън           | Световни серии | Твърда     | Райнер Шютлер     | 6–4, 1–6, 6–3 |
| Загуба | 2–6 | 1999   | Купа на Кремъл        | Световни серии | Килим (з)  | Евгени Кафелников | 6–7, 4–6      |
| Загуба | 2–7 | 2000   | Ю Ес Индор            | Межд.Голд      | Твърда (з) | Магнус Ларсон     | 2–6, 6–1, 3–6 |
| Загуба | 2–8 | 2000   | Нотингам Оупън        | Международни   | Трева      | Себастиен Грожан  | 6–7, 3–6      |